# Els Porxos (Linyola)
Els Porxos és una obra de Linyola (Pla d'Urgell) protegida com a Bé Cultural d'Interès Local.

## Descripció
Construccions situades envoltant la plaça de l'Església i en dos trams del carrer Major de Linyola. Característiques per formar estructures d'arcs de mig punt mitjançant voltes o volades sostingudes per columnes. En la majoria dels casos, d'estructures muraries bastides amb blocs monolítics de pedra sorrenca ben escairada i treballada, i lligada amb morter de calç o formigó graverós puntualment arrebossat.
Els porxos s'utilitzaven per bastir els edificis construïts al llarg dels segles XVI, XVII i XVIII, i per engrandir els pisos superiors de les cases. Tanmateix, a partir del segle XVII i fins a mitjans del segle xx, serviren com a aixopluc de les parades de fira i mercat. A Linyola, se'n conserven de diversos períodes, ja que amb el pas dels anys han anat canviant. Això, exceptuant la part esquerra de la plaça de l'església, l'edifici de l'ajuntament i els porxos dels edificis situats també al carrer major, que són els originals i han tingut continuïtat des de la seva construcció.
A conseqüència d'una intervenció arqueològica a la meitat occidental de l'immoble núm. 23 del carrer Major, l'any 2015, es van trobar vestigis d'un celler i una fresquera sota el paviment de panot, parcialment reblerts de runa de diversos períodes d'obres. Es tracta de tipologies constructives de mitjans del segle xviii que presenten un parament molt similar al dels porxos.